# 大西沟镇
大西沟镇，是中华人民共和国新疆维吾尔自治区伊犁哈萨克自治州霍城县下辖的一个乡镇级行政单位。原为大西沟乡，2023年撤乡设镇。行政区划代码改为654023106。 

## 行政区划
大西沟镇下辖以下地区：
下村、上村、苜蓿台子村、切得克苏村、麻子沟村、新村和阿克加子村。